# Sthenias gracilicornis
Sthenias gracilicornis là một loài bọ cánh cứng trong họ Cerambycidae.